# Seguridad y salud laboral en España
La seguridad y salud laborales (denominada anteriormente como "seguridad e higiene en el trabajo") es el término utilizado en España para referirse al desarrollo de las actividades necesarias destinadas a la prevención de riesgos derivados del trabajo.

## Salud laboral
De acuerdo con la Organización Mundial de la Salud (OMS), la salud laboral u ocupacional es una actividad dirigida a promover y proteger la salud de los trabajadores mediante la prevención y el control de enfermedades y accidentes y la eliminación de los factores y condiciones que ponen en peligro la salud y la seguridad en el trabajo. Además procura generar y promover el trabajo seguro y sano, así como buenos ambientes y organizaciones de trabajo realzando el bienestar físico mental y social de los trabajadores y respaldar el perfeccionamiento y el mantenimiento de su capacidad de trabajo. A la vez que busca habilitar a los trabajadores para que lleven vidas social y económicamente productivas y contribuyan efectivamente al desarrollo sostenible, la salud ocupacional permite su enriquecimiento humano y profesional en el trabajo.
El Instrumento de Ratificación del Convenio número 155 de la Organización Internacional del Trabajo (OIT) sobre Seguridad y Salud de los Trabajadores y Medio Ambiente de Trabajo, adoptado en Ginebra el 22 de junio de 1981 y ratificado por España en 1985, establece que el término salud, en relación con el trabajo, abarca no solamente la ausencia de afecciones o de enfermedad, sino también los elementos físicos y mentales que afectan a la salud y están directamente relacionados con la seguridad e higiene en el trabajo.
En el ámbito de la prevención de riesgos laborales, se entiende por salud laboral el concepto básico que surge en el conflicto que se produce entre condiciones de trabajo y salud del trabajador, con el objetivo de alcanzar el máximo bienestar físico, psíquico y social de este último.  La salud laboral se construye en un medio ambiente de trabajo adecuado, con condiciones de trabajo justas donde los trabajadores desarrollen una actividad con dignidad y donde sea posible su participación.

## Normativa
Esta materia se regula en el ámbito internacional por el convenio 155 de la OIT, sobre seguridad y salud de los trabajadores y medio ambiente del trabajo, y en el ámbito de la Unión Europea (UE), organización supranacional a la que España pertenece, por el artículo 153 del tratado de funcionamiento.
En España, el mandato constitucional contenido en el art. 40.2 de la Constitución Española, configura el soporte básico en que se asienta la legislación española en materia de seguridad y salud en el trabajo. Los compromisos contraídos por España tanto con la OIT, a partir de la ratificación del convenio 155 sobre seguridad y salud de los trabajadores y medio ambiente del trabajo, como con la UE, a partir del ingreso de España como país miembro en 1986, enriquecen el contenido normativo de la seguridad y salud laboral al incorporarse con el rango legal adecuado dentro del sistema jurídico interno.

### Ley de prevención de riesgos laborales (LPRL)
La ley básica en materia de seguridad y salud laboral en España es la LPRL. Esta ley tiene por objeto regular la seguridad y salud de los trabajadores mediante la aplicación de las medidas y el desarrollo de las actividades necesarias para la prevención de los riesgos derivados del trabajo.
Con la entrada en vigor de la LPRL, ha quedado configurado el marco jurídico e institucional de la seguridad y salud en el trabajo, acorde con la Constitución, y con los compromisos asumidos por España como Estado miembro de la Unión Europea.
La LPRL, en su artículo 1, dice textualmente:

"La normativa sobre prevención de riesgos laborales está constituida por la presente Ley, sus disposiciones de desarrollo o complementarias y cuantas otras normas, legales o convencionales, contengan prescripciones relativas a la adopción de medidas preventivas en el ámbito laboral o susceptibles de producirlas en dicho ámbito."

El objeto y carácter de la norma viene definido en su artículo 2, que dice:

"La presente Ley tiene por objeto promover la seguridad y la salud de los trabajadores mediante la aplicación de medidas y el desarrollo de las actividades necesarias para la prevención de riesgos derivados del trabajo.

A tales efectos, esta Ley establece los principios generales relativos a la prevención de los riesgos profesionales para la protección de la seguridad y de la salud, la eliminación o disminución de los riesgos derivados del trabajo, la información, la consulta, la participación equilibrada y la formación de los trabajadores en materia preventiva, en los términos señalados en la presente disposición."

En el artículo 4 se define como "prevención" al conjunto de actividades o medidas adoptadas o previstas en todas las fases de actividad de la empresa con el fin de evitar o disminuir los riesgos derivados del trabajo.
En el artículo 14 se reconoce el derecho de los trabajadores a una protección eficaz en materia de seguridad y salud en el trabajo, lo cual queda establecido también como un deber del empresario al quedar este obligado a:
- Proteger a los trabajadores frente a los riesgos laborales, garantizando la seguridad y la salud laboral.
- Realizar la prevención de los riesgos, integrando en la empresa la actividad preventiva y adoptando las medidas que sean necesarias.
- Formar, informar y consultar a los trabajadores, permitiendo su participación.
- Vigilar el estado de salud de los trabajadores.
- Adoptar medidas de emergencia.
- Constituir una organización preventiva y dotarla de medios.

Por tanto, es responsabilidad del empresario implantar un plan de prevención de riesgos laborales (PPRL) en la empresa y mantenerlo operativo permanentemente.

### Desarrollo reglamentario de la LPRL

#### Reglamento de los servicios de prevención
Este reglamento (Real Decreto 39/1997) regula el funcionamiento de los órganos de la empresa especializados en seguridad y salud laboral y los requisitos que han de cumplir los profesionales integrantes de dichos órganos.

#### Centros de trabajo
En los establecimientos que han iniciado su actividad como centros de trabajo, las principales normas de seguridad y salud se recogen en:
- Real Decreto 486/1997, de 14 de abril, por el que se establecen las disposiciones mínimas de seguridad y salud en los lugares de trabajo.[4]
- Real Decreto 485/1997, de 14 de abril, sobre disposiciones mínimas en materia de señalización de seguridad y salud en el trabajo.[5]
- Real Decreto 1627/1997, de 24 de octubre, por el que se establecen disposiciones mínimas de seguridad y de salud en las obras de construcción.[6]
- Real Decreto 171/2004, de 30 de enero, por el que se desarrolla el artículo 24 de la Ley 31/1995, de 8 de noviembre, de Prevención de Riesgos Laborales, en materia de coordinación de actividades empresariales.[7]

## Organismos públicos
La responsabilidad última de la seguridad y la salud de los trabajadores españoles recae sobre el Ministerio de Trabajo, Migraciones y Seguridad Social. El organismo dependiente del ministerio encargado de apoyar y promocionar la seguridad y la salud laboral en sus aspectos técnicos es el Instituto Nacional de Seguridad e Higiene en el Trabajo. También depende del mismo ministerio la Inspección de Trabajo y Seguridad Social como autoridad responsable de la vigilancia y control del cumplimiento de las normas en materia de seguridad y salud en el trabajo.

## Especialidades preventivas
Las Técnicas de Prevención de Riesgos Laborales, son aquellas técnicas que están encaminadas a actuar directamente sobre los riesgos. El objetivo es hacerlo antes de que se lleguen a materializar y por consiguiente puedan producir daños en la salud de los trabajadores. En España a nivel legal se distinguen principalmente cuatro especialidades o disciplinas técnicas en el ámbito de la prevención de riesgos laborales:

### Seguridad en el trabajo
La seguridad en el trabajo es la disciplina técnica encuadrada en la prevención de riesgos laborales cuyo objetivo es la aplicación de medidas y el desarrollo de las actividades necesarias para la prevención de riesgos derivados del trabajo. Consiste en un conjunto de técnicas y procedimientos que tienen por objeto evitar y, en su caso, eliminar o minimizar los riesgos que pueden conducir a la materialización de accidentes con ocasión del trabajo, (lesiones, incluidos los efectos agudos producidos por agentes o productos potencialmente peligrosos).

### Higiene industrial
La higiene industrial (conocida en algunos países como laboral u ocupacional) es la disciplina técnica destinada al control de los riesgos derivados de los procesos de trabajo con objeto de proteger tanto la salud de los trabajadores como el medio ambiente. Se denomina higienista al técnico especializado en esta área que desarrolla las correspondientes funciones preventivas en la empresa. Es una técnica no médica de prevención de los riesgos laborales relativos a la posibilidad de sufrir alteraciones de la salud por una exposición a agentes físicos, químicos y biológicos, actúa con carácter esencialmente preventivo por procedimientos técnicos.

### Ergonomía y psicosociología aplicada
La ergonomía se puede definir como la disciplina que emplea un el conjunto de técnicas cuyo objetivo es la adecuación entre el trabajo y la persona. Por otro lado, la psicosociología aplicada es la disciplina que se enmarca dentro de la Prevención de Riesgos Laborales (junto con la Ergonomía), y que tiene por finalidad identificar los factores de la organización del trabajo que pueden causar daños a la salud de los trabajadores, en diferentes aspectos (emocionales, cognitivos, fisiológicos,....).

### Medicina en el trabajo
La medicina del trabajo es la disciplina que se basa en el conocimiento de las funciones, y del funcionamiento del organismo humano y de su interacción con el medio en que vive y desarrolla su actividad, para alcanzar los objetivos de promoción de la salud, curación de las enfermedades y rehabilitación.

## Legislación de referencia
- Normas reglamentarias
  - Señalización de seguridad y salud en el trabajo.
  - Disposiciones mínimas de seguridad y salud en los lugares de trabajo.
  - Disposiciones mínimas de seguridad y salud en la manipulación manual de cargas.
  - Disposiciones mínimas de seguridad y salud en el trabajo con pantallas de visualización.
  - Riesgos relacionados con la exposición a agentes biológicos durante el trabajo.
  - Riesgos relacionados con la exposición a agentes cancerígenos durante el trabajo.
  - Disposiciones de seguridad y salud para la utilización de equipos de protección individual.
  - Disposiciones mínimas de seguridad y salud para la utilización de los equipos de trabajo.
  - Disposiciones mínimas de seguridad y salud a bordo de los buques de pesca.
  - Seguridad y salud de los trabajadores en las actividades mineras.
  - Disposiciones mínimas de seguridad y salud en las obras de construcción.
  - Disposiciones mínimas de seguridad y salud en las empresas de trabajo temporal
  - Protección de los trabajadores contra los riesgos relacionados con los agentes químicos.
  - Protección de los trabajadores frente al riesgo eléctrico.
  - Protección de los trabajadores expuestos a riesgos derivados de atmósferas explosivas.
  - Protección frente a riesgos derivados de la exposición a vibraciones mecánicas.
  - Protección de los trabajadores contra los riesgos relacionados con la exposición al ruido.
  - Disposiciones de seguridad y salud a los trabajos con riesgo de exposición al amianto.
  - Desarrollo de la Ley reguladora de la subcontratación en el sector de la construcción.
  - Protección contra los riesgos relacionados con la exposición a radiaciones ópticas artificiales.

#### Inspección de Trabajo y Seguridad Social
- Reglamento de organización y funcionamiento de la Inspección de Trabajo y Seguridad Social.
- Reducción de las cotizaciones a las empresas que hayan disminuido la siniestralidad laboral.

#### Comisión Nacional de Seguridad y Salud en el Trabajo
- Composición de la Comisión Nacional de Seguridad y Salud en el Trabajo.

#### Coordinación de actividades empresariales
- Desarrollo del artículo 24 la Ley de prevención de riesgos laborales.

#### Servicios de prevención
- Reglamento de los servicios de prevención.
- Acreditación de entidades especializadas como servicios de prevención.
- Colaboración de las Mutuas de Accidente de Trabajo y Enfermedades Profesionales.
- Organización de recursos básicos para desarrollar la actividad de los servicios de prevención.
- Compensación de costes prevista en el artículo 10 de la Orden de 22 de abril de 1997.
- Actividades preventivas en la Seguridad Social y financiación de la Fundación de Riesgos Laborales

#### Administración General del Estado
- Adaptación de la legislación de prevención de riesgos laborales a la Administración General del Estado.
- Actuación de la Inspección de Trabajo y Seguridad Social y medidas correctoras.

#### Centros y establecimientos militares
- Adaptación de la legislación de prevención de riesgos a los establecimientos militares.
- Prevención de riesgos laborales del personal militar de las Fuerzas Armadas.

#### Guardia Civil
- Prevención de riesgos laborales en la Guardia Civil.

#### Cuerpo Nacional de Policía
- Prevención de riesgos laborales para los funcionarios del Cuerpo Nacional de Policía.

#### Infracciones y sanciones
- Ley sobre infracciones y sanciones en el orden social (LISOS). La Ley 54/2003, de 12 de diciembre, de reforma del marco normativo de la PRL incluía, en su Capítulo II, la reforma de la LISOS para mejorar el cumplimiento de la normativa.[11]
- Reglamento de sanciones y expedientes liquidatorios de cuotas de la Seguridad Social.
- Publicación de sanciones por infracciones muy graves en prevención de riesgos laborales.